# Йеннифэр из Венгерберга
Йеннифэр из Венгерберга (пол. Yennefer z Vengerbergu), также Йенна или Йен (пол. Yenna, Yen) — могущественная чародейка, одна из центральных персонажей саги о Ведьмаке Анджея Сапковского. Возлюбленная ведьмака Геральта и приёмная мать принцессы Цириллы. Настоящее имя — Янка (пол. Yanka).

## Жизнь и судьба
Йеннифэр (Янка до поступления в Аретузу) родилась в Венгерберге, столице королевства Аэдирн, в Белтейн 1173 года (по летоисчислению саги). Йеннифэр родилась горбуньей, скорее всего это было вызвано тем, что Йеннифэр была квартероном (в произведении пана Сапковского на четверть эльфом), по линии матери в её роду были эльфы и в том числе эльфийские чародейки. Её родители отдали девочку для воспитания и обучения магии в школу чародеек в Аретузе, так как не видели возможности выдать её замуж в связи с уродством. Чародейка Тиссая де Врие отказалась быть её наставницей. Но после попытки суицида Йеннифэр архимагистр взяла её в ученицы и исправила дефекты её внешности.
Йеннифэр принимала участие в битве на Содденском холме. Познакомилась с Геральтом в Ринде, когда тот искал способ спасти Лютика от последствий встречи с джинном. Эта встреча стала началом их любви.
Как и многие чародейки, Йеннифэр не могла иметь детей. Желая завести ребёнка любой ценой, она пыталась использовать возможности освобождённого Лютиком джинна, а впоследствии приняла участие в безуспешной охоте на золотого дракона.
После ухода Цири из Каэр Морхена Йеннифэр стала её наставницей в изучении магии и хороших манер. Отношения между ними скоро стали приятельскими. Впоследствии Йеннифэр и вовсе заменила Цири мать.
Во время событий на Танедде Йеннифэр пыталась спасти Цири и была ошибочно сочтена предательницей совета и сообщницей Вильгефорца. Францеска Финдабаир с помощью заклятия «Артефактной компрессии» превратила Йеннифэр в нефритовую статуэтку. Позже, после декомпрессии, по рекомендации Францески приняла участие в первом заседании Ложи Чародеек. Сбежала оттуда при содействии Фрингильи Виго для очередной попытки спасения Цири.
После побега с заседания Ложи Йеннифэр обратилась за помощью к Краху ан Крайту, ярлу Скеллиге. Узнав от ярла новые подробности гибели принцессы Паветты и её мужа Дани, Йеннифэр решила отправиться к месту их предполагаемой гибели — на Бездну Седны, где на самом деле находился насос Вильгефорца, способный втягивать и телепортировать корабли. Йеннифэр собиралась, используя себя как приманку, проникнуть во владения Вильгефорца, однако в результате сама попала к нему в плен. Вильгефорц решил использовать Йеннифэр для магического сканирования при поиске Цири, но потерпел в этом неудачу. Однако под пыткой Йеннифэр показала местонахождение ведьмака Геральта, что позволило Вильгефорцу подослать к ведьмаку убийцу — полуэльфа Ширру. В дальнейшем Йеннифэр многократно подвергалась пыткам, вплоть до момента спасения её Геральтом и Цири. После освобождения из темницы приняла участие в финальной битве с Вильгефорцем в цитадели Стигга, где она и Геральт одержали победу.
После убийства Вильгефорца Ложа Чародеек потребовала от Йеннифэр немедленно доставить Цири на своё заседание. Там решалась судьба Цири. По плану чародеек она должна была стать наложницей принца Танкреда, сына короля государства Ковир. После долгого обсуждения Цири было разрешено попрощаться с Геральтом в Ривии, куда она направилась в сопровождении Йеннифэр и Трисс Меригольд. В момент их прибытия в Ривии началось массовое восстание против нелюдей. Во время данного события Йеннифэр и Трисс обрушили мощное заклинание на бунтующих (впоследствии оно было названо «Разрушительное градобитие Трисс Меригольд»).
После того, как Геральт получил смертельную рану, чародейка пыталась вылечить ведьмака, но потратила собственные жизненные силы. Цири с помощью единорога Иуарраквакса перевезла их обоих на остров яблонь (место вне пространства и времени), где Геральт и Йеннифэр смогли бы провести вместе вечность.

## Внешность и характер
Йеннифэр предстаёт женщиной необыкновенной красоты (роскошные волосы цвета воронова крыла, закрученные в крутые локоны, каскадом ниспадающие на плечи, стройная фигура, горящие фиалковые глаза), и хотя сам Геральт при первой встрече видит её на свой манер привлекательной, но не красивой (немного длинноватый нос, тонковатые губы, чуть скошенный подбородок, не совсем правильные брови, не слишком большая грудь) известно, что она пользовалась популярностью у противоположного пола. В книге «Час Презрения» упоминается, что Йеннифэр пользовалась гламарией — эликсиром красоты. В одежде предпочитает сочетание чёрного и белого цвета. На шее носит обсидиановую звезду, являющуюся сильным магическим артефактом. Использует ладан с ароматом сирени и крыжовника.
Согласно сюжету саги, чародейками становились в основном девушки с разного рода отклонениями в развитии, которые имели мало шансов быть выданными замуж. Йеннифэр не была исключением: в книге «Последнее желание» упоминается, что до того, как стать волшебницей и изменить свою внешность, используя разного рода чары и эликсиры, Йеннифэр была горбуньей. Как и другие чародейки, Йеннифэр была не способна иметь детей.
Умная и властная Йеннифэр — весьма эгоистичная и вредная особа, но способна на сильную любовь и самопожертвование. Также у неё доброе сердце — она спасла семью банкира-краснолюда во время одного из погромов в Венгерберге.
Среди предков Йеннифэр по материнской линии были эльфы, в том числе — эльфийские чародейки. Возможно, этим и обусловлен достаточно высокий уровень её магических способностей (Йеннифэр была членом Совета Ордена магов вплоть до его роспуска после Танеддского бунта).

## Участие в сюжете
Впервые Йеннифэр появляется в рассказе «Последнее желание» и действует на всём протяжении саги.
В рассказе «Что-то кончается, что-то начинается», который, по словам автора, является не «альтернативным финалом» Саги, а шуткой, написанной по просьбе фан-клуба, описывается свадьба Йеннифэр и Геральта.

## Персонаж вне книги

### В телесериалах
В 2002 году на экраны вышел телесериал «Ведьмак». Роль Йеннифэр в нём исполнила Гражина Вольщак.
Персонаж в фильме не всеми был воспринят хорошо, как и сам фильм. В американо-польском телесериале, первый сезон которого вышел на экраны в конце 2019 года, Йеннифэр сыграла британская актриса индийского происхождения Аня Чалотра. Этот персонаж впервые появляется во втором эпизоде, «Четыре марки».

### В рок-опере «Дорога без возврата»
Йеннифэр — одна из главных героинь рок-оперы группы «ESSE» — «Дорога без возврата» и фильма-мюзикла, снятого на её основе.
 «Наиболее завершенно с позиции сравнения с книжным образом выглядит Йеннифэр. Здесь и непослушные черные волны волос, и своеобразное платье, пусть не ортодоксальной черно-белой гаммы, но что-то чародейское однозначно передается..».Анна Щетина
В рок-опере и фильме-мюзикле «Дорога без возврата» роль Йеннифэр исполняет Людмила Дымкова.
Йеннифэр в опере, как и в книге колдунья. В прошлом — девочка-горбунья из крестьянской семьи, отданная на обучение в школу чародеев на острове Таннедд, где получила красоту тела и власть над силами природы, но потеряла способность к деторождению, радость и цвета жизни. Холодна, прекрасна, но бесконечно одинока.
В композиции отражен противоречивый и неоднозначный образ чародейки. Проведена параллель между Йеннифэр и Цириллой, родство их историй и различия судеб персонажей. Важной параллелью сцены стала линия отношений с ведьмаком — Геральтом. В сцене противопоставлена холодная привязанность к нему Йеннифэр и светлая любовь Эсси Давен.

### Компьютерные игры
В компьютерных играх «Ведьмак 2: Убийцы королей» и «Ведьмак 3: Дикая Охота» польской компании CD Projekt RED, сюжетно продолжающих события книг, Йеннифэр играет возрастающую роль. Она не появляется в игре «Ведьмак 2: Убийцы королей», но упоминается в тесной связи с приключениями Геральта: в игре утверждается, что Дикая Охота — призрачная армия эльфов, путешествующая между мирами — похитила Йеннифэр с острова яблонь, где влюблённые были оставлены в финале книжной серии. Геральт отправился на её поиски и предложил в заложники себя в обмен на свободу Йеннифэр. Обмен был совершен, и Йеннифэр получила свободу, а Геральт остался с Дикой Охотой и потерял память. Узнав, что Йеннифэр жива, он отправляется на её поиски. Йеннифэр, однако, появляется во плоти уже в начале следующей игры «Ведьмак 3: Дикая Охота», где убеждает Геральта пуститься на поиски другой важной для него женщины, Цири.
Образцом для внешности Йеннифэр в «Ведьмак 3: Дикая Охота» первоначально должна была стать польская модель Клаудиа Врубель, но по мере работы над игрой арт-директор Павел Мельничук изменил внешность трехмерной модели персонажа, придав ей «более холодный и дерзкий вид».

## Популярность персонажа
Журнал «Мир фантастики и фэнтези» поместил Йеннифэр и Геральта на пятое место в рейтинге влюблённых пар, назвав при этом Йеннифэр: «эгоистичной чародейкой с дурным характером».
В честь Йеннифэр названа одна из песен рок-оперы «Дорога без возврата» группы «ESSE»
.